# Emil Rasmussen (politiker)
 Der er flere personer med dette navn, se Emil Rasmussen.
Emil Rasmussen (10. april 1870 i Ruehed – 2. februar 1953 i Nyborg) var en dansk gårdejer og politiker.
Han var søn af indsidder Rasmus Jensen (død 1904) og hustru Maren f. Andersdatter (død 1907). 1913-1920 var han folketingsmand for Præstø Amts 2. kreds, valgt for Det radikale Venstre. Han var medlem af Statens Planteavlsudvalg 1915 til 1930, medlem af bestyrelsen for Husmandsbrandkassen og Husmændenes Ulykkesforsikring, formand for De samvirkende fynske Husmandsforeninger og Fyens Stifts Husmandsskole, formand for Fæsteafløsningskommissionen for Odense Amt og medlem af Statens Jordlovsudvalg fra 1920 til 1940. Æresmedlem af Husmandsskolens bestyrelse fra 1939.
Han var tillige medlem af Udvalget til administration af statens gårde Favrholm og Trollesminde 1916-1931, medlem af Flødstrup-Ullerslev Sogneråd til 1933 og æresmedlem af Nyborgkredsens Radikale Venstreforening fra 1948.